# Барсуки (Борисовский район)
Барсуки (бел. Барсукі) — деревня в Борисовском районе Минской области Беларуси. Входит в состав Моисеевщинского сельсовета.

## География
Деревня находится в северо-восточной части Минской области, на правом берегу реки Раковки (бассейн реки Схи), при автодороге Н-8085, на расстоянии приблизительно 32 километров (по прямой) к северо-востоку от города Борисов, административного центра района. Абсолютная высота — 204 метра над уровнем моря. Площадь населённого пункта — 0,1077 км².

## История
Известна с начала XIX века. В 1897 году входила в состав Холопеничской волости Борисовского уезда Минской губернии, насчитывалось 14 дворов и 82 жителя.
До 17 августа 1963 года деревня входила в состав Моисеевщинского сельсовета, до 28 мая 2013 года — в состав Трояновского сельсовета.

## Население
По данным переписи 2019 года, постоянное население в деревне отсутствовало.
| Год  | Население, человек |
| ---- | ------------------ |
| 1897 | 82                 |
| 1917 | ↗ 84               |
| 1960 | ↗ 87               |
| 1988 | ↘ 11               |
| 2008 | ↘ 7                |
| 2009 | ↘ 4                |
| 2019 | ↘ 0                |